# Arma jezik
Arma jezik (ISO 639-3: aoh) je izumrli jezik Arma Indijanaca koji se u dolini rijeke Cauca u Kolumbiji govorio još u kolonijalno doba. 
Pripadao je jezičnoj porodici choco.

## Vanjske poveznice
- Ethnologue (14th)
- Ethnologue (15th)
- Señorío y barbarie en el valle del Cauca